# Yuri Rose
Yuri Rose est un footballeur néerlandais, né le 8 mai 1979 à Purmerend aux Pays-Bas. Il évolue comme milieu offensif.

## Palmarès
De Graafschap
- Eerste divisie (D2)
  - Champion (1) : 2010

 Cambuur Leeuwarden
- Eerste divisie (D2)
  - Champion (1) : 2013